# Delphinium mariae
Delphinium mariae är en ranunkelväxtart som beskrevs av Nikolaj Adolfovitj Busj. Delphinium mariae ingår i släktet storriddarsporrar, och familjen ranunkelväxter. Inga underarter finns listade i Catalogue of Life.